# Gmina Bojszowy
Die Gmina Bojszowy ist eine Landgemeinde im Powiat Bieruńsko-Lędziński der Woiwodschaft Schlesien in Polen. Ihr Sitz ist das gleichnamige Dorf (deutsch Boischow) mit etwa 3250 Einwohnern.

## Geschichte
Im Jahr 1885 hatte der heutige Hauptort Boischow 390 Einwohner und war zu dieser Zeit Teil der Provinz Schlesien in Preußen, im Kreis Pleß dem Regierungsbezirk Oppeln zugehörig.
Die Landgemeinde war von 1954 bis 1972 in Gromadas aufgelöst, darunter die Gromada Bojszowy.

## Gliederung
Zur Landgemeinde Bojszowy gehören fünf Dörfer (deutsche Namen bis 1945) mit einem Schulzenamt:
Bojszowy (Boischow)
Bojszowy Nowe (Neu Boischow)
Jedlina (Jedlin)
Międzyrzecze (Mezerzitz)
Świerczyniec (Tannendorf)

## Politik

### Gemeindevorsteher
An der Spitze der Gemeindeverwaltung steht der Gemeindevorsteher. Bis 2018 war dies Henryk Utrata, der dann von Adam Duczmal abgelöst wurde. Die turnusmäßige Wahl im April 2024 führte zu folgendem Ergebnis:.
- Adam Duczmal (Wahlkomitee „Näher an den Bewohnern“) 57,2 % der Stimmen
- Grzegorz Skipioł (Wahlkomitee „Tradition – Identität – Modernität“) 22,5 % der Stimmen
- Katarzyna Wójcik (Wahlkomitee Katarzyna Wójcik) 20,3 % der Stimmen

Damit wurde Amtsinhaber Duczmal bereits im ersten Wahlgang für eine zweite Amtszeit wiedergewählt.
Die turnusmäßige Wahl im Oktober 2018 führte zu folgendem Ergebnis:.
- Adam Duczmal (parteilos) 62,2 % der Stimmen
- Henryk Utrata (parteilos) 37,8 % der Stimmen

Damit konnte sich Duczmal bereits im ersten Wahlgang gegen den bisherigen Amtsinhaber Utrata durchsetzen und wurde neuer Gemeindevorsteher.

### Gemeinderat
Der Gemeinderat besteht aus 15 Mitgliedern und wird direkt in Einpersonenwahlkreisen gewählt. Die Gemeinderatswahl 2024 führte zu folgendem Ergebnis:
- Wahlkomitee „Tradition – Identität – Modernität“ 32,4 % der Stimmen, 3 Sitze
- Wahlkomitee „Näher an den Bewohnern“ 31,7 % der Stimmen, 8 Sitze
- Wahlkomitee Katarzyna Wójcik 21,8 % der Stimmen, 1 Sitz
- Wahlkomitee „Lokale Verwaltung des Kreises“ 13,9 % der Stimmen, 3 Sitze
- Übrige 1,1 % der Stimmen, kein Sitz

Die Gemeinderatswahl 2018 führte zu folgendem Ergebnis:
- Wahlkomitee „Näher an den Bewohnern“ 38,6 % der Stimmen, 6 Sitze
- Wahlkomitee „Lokale Verwaltung“ 32,1 % der Stimmen, 4 Sitze
- Wahlkomitee „Krzystof Komandera – Unabhängige Wähler“ 21,6 % der Stimmen, 5 Sitze
- Wahlkomitee „Schlesische Pierony“ 5,8 % der Stimmen, kein Sitz
- Übrige 1,9 % der Stimmen, kein Sitz